# Polarlys
 "Nordlys" omdirigeres hertil. For andre betydninger af Nordlys, se Nordlys (flertydig).
Nordlys (latin aurora borealis) og sydlys (latin aurora australis) kan ses, når solvinden er kraftigere end normalt med store elektriske udladninger, der slynger elektrisk ladede partikler mod jorden.
Fællesbetegnelsen for nordlys og sydlys er polarlys (aurora polaris).
Partiklerne afbøjes af jordens magnetfelt og spiralerer frem og tilbage mellem jordens magnetiske syd- og nordpol. Med tiden taber de kinetisk energi bl.a. ved at anslå atmosfærens atomer. Når atmosfærens atomer afgiver energien igen ved emission udsender de stråling, bl.a. i form af synligt lys.

## Polarlys-mekanismer
Polarlys er et resultat af emissioner af fotoner i jordens øvre atmosfære i omkring 80 km højde, fra ioniserede nitrogen-atomer som genindfanger en elektron, og oxygen- og nitrogen-atomer, der returnerer fra en exciteret tilstand til grundtilstanden. Atomerne ioniseres eller exciteres ved sammenstød med solvindpartikler som kanaliseres ned i atmosfæren langs feltlinjerne fra jordens magnetfelt.
oxygen-emissionerGrøn eller brun-rød, afhængigt af energien af de udsendte fotoner.
nitrogen-emissionerBlå eller røde. Blå, hvis atomet indfanger en elektron efter at have været ioniseret. Rød, hvis atomet returnerer fra en exciteret tilstand til grundtilstanden.
Solvinden danner også polarlys på andre planeter med et magnetfelt, såsom Jupiter og Saturn.

## Dag- og natpolarlys
Dagpolarlyset opstår, når de magnetiske solstorme rammer Jorden forfra; altså den side af Jorden, som vender mod solen. Dagpolarlyset sker mindst 200 km oppe i luften.
Når de magnetisk ladede partikler i solstormene passerer Jorden, fæster de sig til magnetfeltet på Jordens bagside. På grund af deres enorme hastighed (over 3 millioner km/t) vil magnetfeltet strækkes som en elastik. Svalbard er det bedste sted i verden for at observere solvinden koble sig på Jordens magnetfelt. I december og januar, når det er bælgmørkt på Svalbard, kan man observere fænomenet med optiske kameraer fra Kjell Henriksen-laboratoriet udenfor Longyearbyen og radarstationen Eiscat lige i nærheden. Når "elastikken er spændt" maksimalt, slår den tilbage med enorm energi mod Jorden og trænger langt ned i atmosfæren til 100 km over Jorden, hvor natpolarlyset opstår. Derfor er dette langt stærkere end dagpolarlyset - 10 til 100 gange kraftigere. Stærkest lyser natpolarlyset på 70 grader nord (som Tromsø), mens dagpolarlyset ses klarest på 80 grader nord (som Svalbard).
Solstormene varmer atmosfæren op. Da natpolarlyset opstår dybt nede i atmosfæren, holdes den opvarmede luft på plads af luften over den, som i en trykkoger. Men højere oppe, hvor dagpolarlyset varmer atmosfæren op, er der intet til at forhindre den opvarmede luft i at stige til vejrs. Dagpolarlyset danner dermed en gigantisk luftfontæne, som er 50.000 km høj, og pumper 300 tons oxygen ud i universet i løbet af et døgn. Forskerne ved ikke, hvordan energien i luftpumpen kan blive så kraftig, at luftmolekyler undslipper Jordens gravitationsfelt og forsvinder i universet. Et sted i luftfontænen, mindst 600 km over Jorden, må der ske en energiforvandling, der får luftpartiklernes hastighed til at stige, og det er en bølgeenergi. For at undslippe Jordens tyngdefelt må partiklerne have en fart på 11 km i sekundet. Fænomenet kan ikke undersøges med radarmålinger hverken fra Jorden eller fra satellitter. I dag bremser luftfontænernes modstand satellitterne, så de falder ned i bane og behøver brændstof for at få farten op igen og dermed stige i højde. Der eksisterer ingen mulighed for at forudsige, hvornår det sker. Med gode rumvejrvarsler vil satellitternes levetid kunne forlænges. De fleste svæver i 400-600 kilometers højde; men selv satellitter i 800 kilometers højde påvirkes af luftfontænerne. Jo lavere bane, jo større bremseeffekt er der fra luftfontænen.

## Nordlys og nordisk mytologi
I den nordiske mytologi har nordlys en helt speciel funktion. Aserne byggede et gærde omkring Midgård for at beskytte menneskene mod jætterne. Dette gærde blev som resten af verden bygget af urjætten Ymers døde krop. Gærdet blev bygget af hans øjenvipper og ses af og til langt mod nord som lyse striber på himlen – også kaldet nordlys.